# Runner Runner
Runner Runner, conocida en Hispanoamérica como Apuesta máxima, es una película dramática estadounidense dirigida por Brad Furman, producida por Leonardo DiCaprio, Jennifer Davisson Killoran, Brian Koppelman, David Levien, Michael Shamberg, Stacey Sher y Scott Steindorff. Está protagonizada por Gemma Arterton, Ben Affleck y Justin Timberlake. Su estreno en los Estados Unidos se efectuó el 4 de octubre de 2013.

## Argumento
Richie Furst (Justin Timberlake) es un estudiante de la Universidad de Princeton que pierde los 60 000 dólares de su matrícula al apostarlos en un juego de póquer en línea y ser timado. Cuando descubre donde está alojado el sitio web, viaja a Costa Rica para enfrentarse al magnate corrupto del juego en línea, Ivan Block (Ben Affleck), pero termina convirtiéndose en su discípulo y mano derecha. La relación entre ambos alcanza el clímax cuando un agente del FBI (Anthony Mackie) intenta utilizar a Furst para derrocar a Block. Richie se enfrenta a la partida definitiva: tratar de ganar a dos poderosos rivales que le persiguen sin tregua.

## Elenco
- Justin Timberlake como Richie Furst.
- Ben Affleck como Ivan Block.
- Gemma Arterton como Rebecca Shafran.
- Anthony Mackie como Agente Zbysko.
- David Costabile como Profesor Hornstein.
- Sam Palladio como Shecky.
- Oliver Cooper como Andrew Cronin.
- Bob Gunton como Dean Alex Monroe.
- John Heard como Harry Furst
- Ben Schwartz.
- Laurence Mason como Gobernador.
- Dayo Okeniyi como Perdeep.
- Louis Lombardi como Archie.
- Daniel Booko.
- Yul Vazquez como Delegado Herrera.

## Producción
Runner Runner fue rodada en Puerto Rico y Costa Rica entre junio y agosto de 2012.

## Promoción
El primer avance de la película fue divulgado por 20th Century Fox el 6 de junio de 2013. En septiembre del mismo año, Justin Timberlake hizo una gira promocional por varios países, entre ellos, Inglaterra, Alemania, Rusia y Brasil, ofreciendo conferencias de prensa para hablar sobre Runner Runner.

## Recepción

### Crítica
En el sitio web Metacritic, Runner Runner obtuvo treinta y seis puntos de un máximo de cien, basándose en veintiuna opiniones profesionales, lo que se traduce en «críticas generalmente desfavorables». En Rotten Tomatoes, recibió un 8% de aprobación sobre la base de noventa y siete reseñas. El consenso del sitio es:

It has an impressive cast and an intriguing premise, but Runner Runner wastes them on a bland, haphazardly assembled thriller with very little payoff.
Tiene un impresionante reparto y una intrigante premisa, pero Runner Runner los desperdicia con un thriller soso y azarosamente ensamblado con muy poca recompensa.

### Taquilla
En su primer fin de semana en la cartelera estadounidense, Runner Runner fue exhibida en 3026 salas. En Estados Unidos ha recaudado $2 750 000 dólares, mientras que a nivel mundial lleva $13 996 000.